# Miroslav Stević

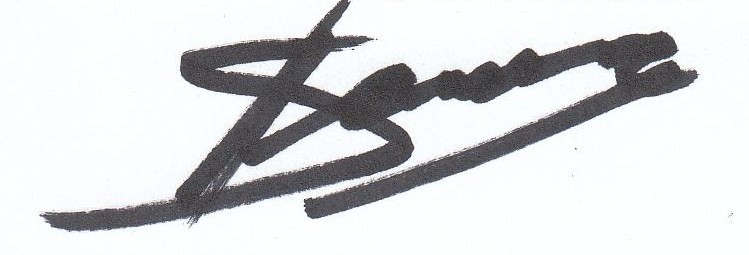
Firma

Miroslav Stević (n. Ljubovija. República Federativa Socialista de Yugoslavia, 7 de enero de 1970) es un exfutbolista serbio, que jugaba de mediocampista y militó en diversos clubes de Serbia, Suiza, Alemania y Turquía.

## Selección nacional
Con la Selección de la RF de Yugoslavia, disputó 6 partidos internacionales y no anotó goles. Incluso participó con la selección federativa yugoslava, en una sola edición de la Copa Mundial. La única participación de Stević en un Mundial, fue en la edición de Francia 1998, donde su selección quedó eliminada en los octavos de final.

### Participaciones en Copas del Mundo
| Mundial                        | Sede    | Resultado        |
| ------------------------------ | ------- | ---------------- |
| Copa Mundial de Fútbol de 1998 | Francia | Octavos de final |

## Clubes
| Club               | País     | Año         |
| ------------------ | -------- | ----------- |
| NK Jedinstvo Bihać | Serbia   | 1987 - 1988 |
| Partizán           | Serbia   | 1989        |
| FK Rad             | Serbia   | 1989-1991   |
| Grasshopper        | Suiza    | 1992        |
| Dinamo Dresden     | Alemania | 1992-1994   |
| Múnich 1860        | Alemania | 1994-1999   |
| Borussia Dortmund  | Alemania | 1999-2002   |
| Fenerbahçe         | Turquía  | 2002 - 2003 |
| Bochum             | Alemania | 2003 - 2004 |
| Unterhaching       | Alemania | 2004 - 2005 |